# Altellopsis helveola
Genre
Espèce
Altellopsis helveola, unique représentant du genre Altellopsis, est une espèce d'araignées aranéomorphes de la famille des Amaurobiidae.

## Distribution
Cette espèce est endémique d'Argentine.

## Description
La femelle holotype mesure 2 mm.

## Publication originale
- Simon, 1905 : Étude sur les arachnides recueillis en Patagonie par le Dr. Fillipo Silvestri. Bolletino dei Musei di Zoologia e di Anatomia Comparata della Università di Torino, vol. 20, no 511, p. 1-17 (texte intégral).